# John Hamburg

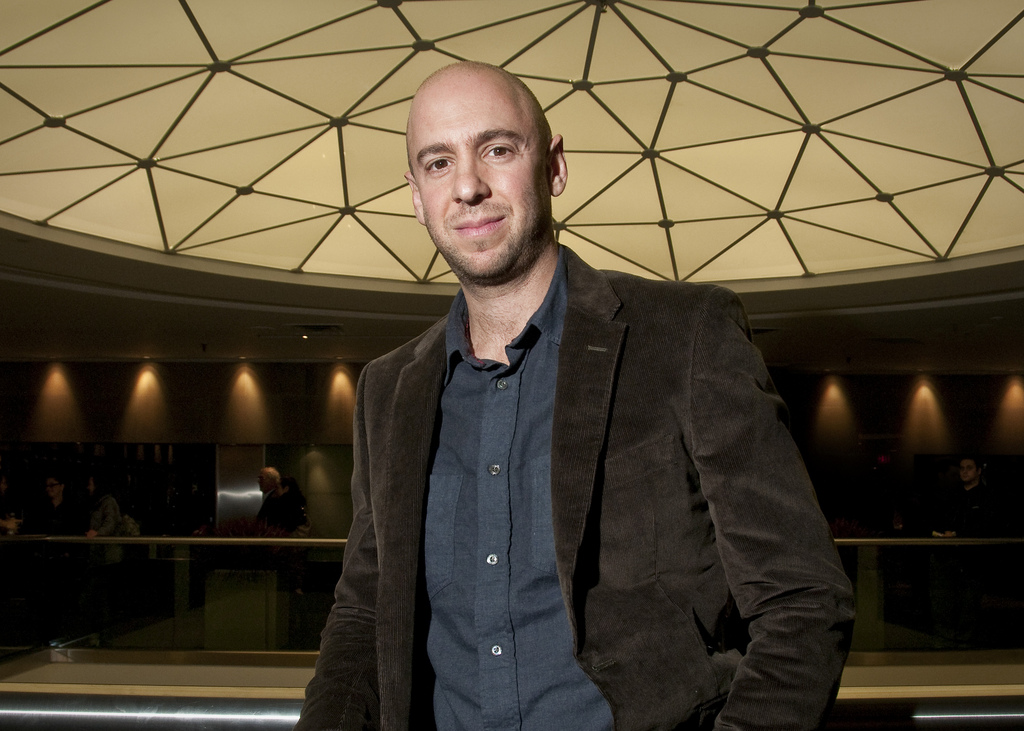
John Hamburg (2010)

John Liman Hamburg (* 26. Mai 1970 in New York) ist ein US-amerikanischer Regisseur, Produzent und Drehbuchautor.

## Leben
John Hamburg wurde in New York City geboren. Er ist der Sohn der New Yorker Radiosprecherin Joan Hamburg und der Cousin des Regisseurs und Produzenten Doug Liman.
Hamburg besuchte die Brown University bis 1992 und machte seinen Abschluss in Geschichte. Anschließend ging er auf die private Filmschule Tisch School of the Arts, die eine der fünfzehn Schulen der NYU ist.
Er ist seit dem 24. September 2005 mit der Schauspielerin Christina Kirk verheiratet.

## Karriere
Im Jahr 1996 stellte Hamburg seinen Kurzfilm Tick fertig und präsentierte diesen auf den Sundance Film Festival. Danach verfasste er das Drehbuch für die Komödie Die Safe-Spezialisten und führte dabei Regie, die Schauspieler Steve Zahn und Sam Rockwell standen dabei vor der Kamera. Hamburg selbst ist einer Szene als Philip zu sehen. Bei der Komödie Meine Braut, ihr Vater und ich, mit Ben Stiller und Robert De Niro in den Hauptrollen, arbeitete er am Drehbuch mit. Dadurch wurde Ben Stiller auf ihn aufmerksam und engagierte ihn für eine Zusammenarbeit am Drehbuch des Films Zoolander. Im selben Jahr führte er bei drei Episoden der Fernsehserie American Campus Regie. In Danny DeVitos Der Appartement Schreck, mit Ben Stiller und Drew Barrymore in den Hauptrollen, sah man ihn in einer Sequenz als Mister Friedman. Anschließend folgte ein Gastauftritt in der Fernsehserie Reel Comedy.
Seinen Durchbruch als Regisseur hatte er 2004, bei einer erneuten Zusammenarbeit mit Ben Stiller, mit dem Film … und dann kam Polly, wobei er auch das Drehbuch schrieb. Noch im selben Jahr arbeitet er am Drehbuch für die Fortsetzung Meine Frau, ihre Schwiegereltern und ich mit. Ein Jahr später war er für zwei Episoden der Fernsehserie Stella Short tätig.
2005 arbeitete er als Regisseur für zwei Folgen des US-amerikanischen Fernsehsenders Comedy Central, für die Serie Stella. Danach arbeitete er erst im Jahr 2008 wieder als Regisseur, Drehbuchautor und Produzent für drei Episoden der Serie Welcome to the Captain für den Fernsehsender CBS Paramount Network Television. Bei dem im Jahr 2009 erschienenen Film Trauzeuge gesucht! führte John Hamburg Regie, schrieb am Drehbuch mit und war außerdem als Produzent beteiligt.
Danach folgte die Mitwirkung am Drehbuch des dritten Teils von Meet the Fockers, Meine Frau, unsere Kinder und ich. Der Film erschien am 23. Dezember 2010 in den deutschen Kinos mit Ben Stiller, Robert De Niro, Dustin Hoffman und Barbra Streisand in den Hauptrollen. Sein nächster eigener Kinofilm war Why Him? (2016). Zuvor trat er vereinzelt für das Fernsehen als Autor und Regisseur in Erscheinung.

## Filmografie (Auswahl)
Regie
- 1996: Tick (Kurzfilm)
- 1998: Die Safe-Spezialisten (Safe Men)
- 2001–2003: American Campus – Reif für die Uni? (Undeclared, Fernsehserie, 3 Episoden)
- 2004: … und dann kam Polly (Along Came Polly)
- 2005: Stella (Fernsehserie, 2 Episoden)
- 2008: Welcome to the Captain (Fernsehserie, 3 Episoden)
- 2009: Trauzeuge gesucht! (I Love You, Man)
- 2011: New Girl (Fernsehserie, Folge 1x05 Eine Nacht mit Cece)
- 2016: Why Him?
- 2022: Me Time

Drehbuch
- 1998: Die Safe-Spezialisten (Safe Men)
- 2000: Meine Braut, ihr Vater und ich (Meet the Parents)
- 2001: Zoolander
- 2001: The Monster (Kurzfilm)
- 2004: … und dann kam Polly (Along Came Polly)
- 2004: Meine Frau, ihre Schwiegereltern und ich (Meet the Fockers)
- 2008: Welcome to the Captain (Fernsehserie, 3 Episoden)
- 2009: Trauzeuge gesucht! (I Love You, Man)
- 2010: Meine Frau, unsere Kinder und ich (Little Fockers)
- 2015: Zoolander 2
- 2016: Why Him?
- 2022: Me Time

Produzent
- 2008: Welcome to the Captain (Fernsehserie, eine Episode)
- 2009: Trauzeuge gesucht! (I Love You, Man)
- 2010: Meine Frau, unsere Kinder und ich (Little Fockers)
- 2022: Me Time

Schauspieler
- 1998: Die Safe-Spezialisten (Safe Men)
- 2003: Der Appartement Schreck (Duplex)